# 酷热指数
酷热指数（英語：Heat Index）是一种综合空气温度和相对湿度的熱指標。人体通过排出汗液来达到降温的目的，在这个过程里，汗液中的水分蒸发并且从人体带走热量，但是当相对湿度较高时，水分的蒸发率就会降低。这意味着从身体中带走热量的过程变得缓慢，相对处于干燥空气中的情况，人体内會自動排汗並帶走身上的热量。基于在已知温度和湿度时的主观描述定义的计量方法，得出的指数可以将一组温度和湿度的组合换算成干燥空气中的一个相对更高的温度值。
在加拿大，采用类似的湿热指数来代替酷热指数。
在高温时，能够使酷热指数高于实际温度所需的相对湿度的大小要低于在低温条件下的情况。例如，在80°F（接近27°C）时，如果这个时候的相对湿度是45%的话，酷热指数等于实际温度。但在110°F（差不多43°C）时，任何高于17%的相对湿度将使得酷热指数高于110°F。如果实际温度低于接近68°F（20°C）时──特别是相同的温度低于风寒指数的温度时，湿度就不被认为是升高体感温度的全部原因。应當要注意到湿度指数和风寒指数是基于在遮蔽处而不是暴露在阳光下的计量，因此当暴露在阳光下时需要额外注意。
有的时候酷热指数和风寒指数被合称为一个名词“体感温度”或是“相对室外温度”。

## 气象学上的考虑
在室外开放空间中，随着相对湿度的增加，首先出现阴霾最后形成浓密的云层覆盖，这导致阳光直射地面的总量减少；因此得到一个可能最大温度值和可能最大相对湿度值的倒转关系式。出于这个原因，人们曾经认为在地球上任何地方能够得到的最大酷热指数是接近于160°F（71°C）。然而，在2003年的7月8日，沙特阿拉伯的达兰，露点达到95°F（35°C），当时实际温度是108°F（42°C），已知的相对湿度是68%。这个时候的酷热指数是178°F（81°C）。 整整18°F（10°C）高于地球上曾被认为能够得到的最高酷热指数。 2024年8月28日，伊朗南部一个气象站记录到的酷热指数为180°F（82°C），如果得到证实，这将是一个新纪录。
一个比较酷热指数和真实温度不同之处的很好例子是通过比较美国路易斯安那州新奥尔良和加利福尼亚州贝克斯菲尔德的气候。新奥尔良在夏天由于靠近新墨西哥湾特别拥有较低的日间温度，然而这个城市的酷热指数却很高，因为当地的湿度通常很大。相对而言，贝克斯菲尔德的日间温度通常比新奥尔良高，但是它的湿度却低得多，因此感觉上就不如新奥尔良炎热。
要注意的是，这个指数只可作为参考，这是因为不同的人对热的适应程度不同。例如有些人在摄氏31度和相对湿度百分之70的情况下已感到很不舒服，有些人则不以为然；而且，风速、劳动强度、在高温环境下的暴露时间、体质强弱、水份供给和健康状况也会影响人对高温的反应。

## 酷热指数的影响（遮蔽处取值）
| 华氏温度    | 摄氏温度   | 注意事项                                               | 中暑指数 |
| ----------- | ---------- | ------------------------------------------------------ | -------- |
| 80–90 °F    | 27–32 °C   | 注意—太长时间的暴晒和活动可能会导致疲劳                | 中       |
| 90–105 °F   | 32–41 °C   | 加倍注意—可能引起中暑，热痉挛和热衰竭                  | 高       |
| 105–130 °F  | 41–54 °C   | 危险—极有可能引起中暑，热痉挛和热衰竭;可能导致重度中暑 | 甚高     |
| 超过 130 °F | 超过 54 °C | 极度危险—持续暴晒极有可能引起中暑和重度中暑            | 极高     |

注意：完全暴露在阳光中会增加最多15 °F（8 °C）的酷热指数。

## 计算公式
这是一个用华氏温度计算酷热指数的公式，误差在±1.3°F。当温度在80°F（26.66摄氏度）以上以及相对湿度在40%以上时有效。
{\displaystyle HI=c_{1}+c_{2}T+c_{3}R+c_{4}TR+c_{5}T^{2}+c_{6}R^{2}+c_{7}T^{2}R+c_{8}TR^{2}+c_{9}T^{2}R^{2}\ }，
这里 
{\displaystyle HI\,\!} = 酷热指数（华氏摄氏度）
{\displaystyle T\,\!} = 环境乾球温度（华氏摄氏度）
{\displaystyle R\,\!} = 相对湿度（百分比）
{\displaystyle c_{1}\,\!} = -42.379
{\displaystyle c_{2}\,\!} = 2.04901523
{\displaystyle c_{3}\,\!} = 10.14333127
{\displaystyle c_{4}\,\!} = -0.22475541
{\displaystyle c_{5}\,\!} = -6.83783×10−3
{\displaystyle c_{6}\,\!} = -5.481717×10−2
{\displaystyle c_{7}\,\!} = 1.22874×10−3
{\displaystyle c_{8}\,\!} = 8.5282×10−4
{\displaystyle c_{9}\,\!} = -1.99×10−6
另一个更精确的公式，包括更多的项：
{\displaystyle HI={\begin{bmatrix}1&T&T^{2}&T^{3}\end{bmatrix}}{\begin{bmatrix}16.923&5.37941&7.28898\times 10^{-3}&2.91583\times 10^{-5}\\1.85212\times 10^{-1}&-1.00254\times 10^{-1}&-8.14971\times 10^{-4}&1.97483\times 10^{-7}\\9.41695\times 10^{-3}&3.45372\times 10^{-4}&1.02102\times 10^{-5}&8.43296\times 10^{-10}\\-3.8646\times 10^{-5}&1.42721\times 10^{-6}&-2.18429\times 10^{-8}&-4.81975\times 10^{-11}\end{bmatrix}}{\begin{bmatrix}1\\R\\R^{2}\\R^{3}\end{bmatrix}}\,}
使用摄氏度和相对湿度计算湿度指数的公式是：
{\displaystyle h=T+{\frac {5}{9}}(e-10)\,}
这里的e是下面计算出的蒸汽压： 
{\displaystyle e=(6.122\times 10^{\frac {7.5T}{(237.7+T)}}{\frac {R}{100}})\,}
还有
h = 湿度指数
R = 相对湿度（%）
T = 温度（℃）